# Euchrysops trifracta
Euchrysops trifracta är en fjärilsart som beskrevs av Butler 1884. Euchrysops trifracta ingår i släktet Euchrysops och familjen juvelvingar. Inga underarter finns listade i Catalogue of Life.